# Raiklaran
Raiklaran ist ein osttimoresischer Ort im Suco Ilat-Laun (Verwaltungsamt Bobonaro, Gemeinde Bobonaro). Das Dorf liegt im Nordosten der Aldeia Purugoa, auf einer Meereshöhe von 334 m. Südlich der Siedlung fließt der Fluss Marobo, der Raiklaran vom Großteil von Ilat-Laun abtrennt.